# Sængen
Sængen est une île norvégienne dans le landskap Sunnhordland du comté de Vestland. Elle appartient administrativement à Øygarden.

## Géographie
Rocheuse et désertique, elle s'étend sur environ 179 m de longueur pour une largeur approximative de 81 m. 